# Dictyodendrilla caespitosa
Dictyodendrilla caespitosa är en svampdjursart som först beskrevs av Carter 1886.  Dictyodendrilla caespitosa ingår i släktet Dictyodendrilla och familjen Dictyodendrillidae.
Artens utbredningsområde är Sydaustralien. Inga underarter finns listade i Catalogue of Life.